# YouTube

A YouTube logója 2005-2013 között

A YouTube nyilvános videómegosztó webhely, ahol a felhasználók videókat tölthetnek fel és nézhetnek meg. Székhelye a kaliforniai San Brunóban található. A Time magazin a 2006-os év találmányának választotta a honlapot.

## Története
A YouTube-ot 2005 februárjában alapította három korábbi PayPal-alkalmazott. Az első videót Me at the zoo címmel 2005. április 23-án töltötte fel az egyik alapító. Az első magyar nyelvű címmel és leírással ellátott videót 2005. október 22-én töltötték fel rá. 2006 novemberében a céget 1,65 milliárd dollárért (akkori árfolyamon számolva 318 milliárd forintért) vásárolta meg a Google LLC, és azóta annak leányvállalataként működik. A Google+ agresszív üzletpolitikája miatt magát a Youtube-ot is részlegesen integrálták a közösségi hálózatba – bizonyos korábban elérhető funkciók, például a kommentelés csak Google+ regisztráció után volt lehetséges.A Google+ megszűnésével mindezt eltörölték.

## Működése

### Üzletpolitika
A feltöltött tartalmak között egyaránt megtalálhatók film- és tévéműsorrészletek, zenei videók és házi készítésű videófelvételek is. A YouTube ugyan tiltja a jogvédett felvételek feltöltését, de 2010-ben már percenként 24 óra videót töltöttek fel a felhasználók, így jóval nehezebbé vált elkerülni, hogy jogvédett anyagok kerüljenek ki az oldalra.
A feltöltött videók nagy részét magánszemélyek szolgáltatják, de a feltöltők között vannak nagy, profitorientált tartalomszolgáltató cégek is. Manapság több nagyobb médiavállalatnak is van saját csatornája a YouTube rendszerében, ilyenek például a CBS, a BBC, vagy az UMG. Ugyanakkor a film-, valamint a zeneipar is jelen van az oldalon: 2009 végén prémium szekciót indított a YouTube, ahol a filmeket, sorozatokat már teljes hosszukban lehet végignézni, valamint ingyenesen nézhető pl. a Sony Music, UMG és más nagy vállalatok által közösen fenntartott, VEVO nevű online zenetévé csatornája is. Habár hatalmas pénzforrás lehetne, az oldal máig nem termel profitot. Azonban a tulajdonosok szerint a Google keresőmotorjánál bevált hirdetési megoldás a videómegosztót is nyereségessé tehetné.

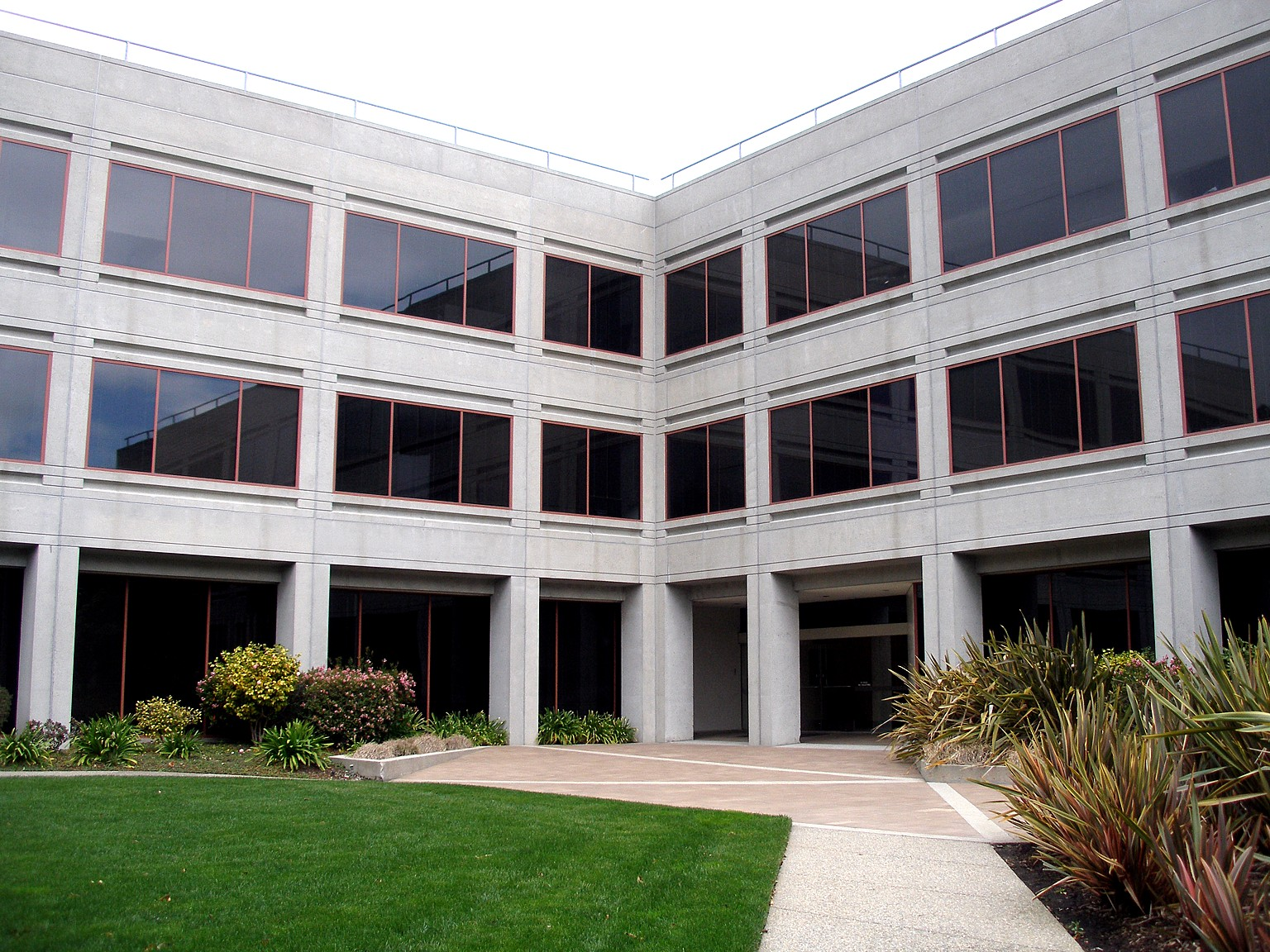
A YouTube központja San Brunóban

### Jogvédelem
Kezdetben a feltölthető videók hossza nem volt korlátozva. Mivel azonban a hosszabb videók többségében illegálisan megosztott jogvédett tartalmak voltak, 10 perces időlimitet állapítottak meg, majd 2010 nyarán – a jogvédett tartalmak kiszűrését végző algoritmusok fejlődésére hivatkozva – ezt megemelték 15 percre, 2010 decemberében pedig eltörölték az időkorlátot azon felhasználók számára, akik nem követtek el korábban szerzőijog-sértést, és más téren sem sértették meg a honlap szabályzatát. Ezenkívül már nem feltétlenül törlik az illegális forrásból származó jogvédett anyagokat, hanem csupán regisztrálják ezeket, hogy a melléjük társított hirdetések bevételeiből részesedhessenek a jogtulajdonosok.

### Multichannel Network partnercégek
A Multichannel Network-ök, vagy röviden MCN-ek YouTube tanúsítvánnyal rendelkező vállalatok, akik a YouTube CMS használatához jogot kapnak, ezáltal könnyen tudnak tiltani videókat. Jelenleg a következő vállalatok rendelkeznek Magyarországon YouTube tanúsítvánnyal:
- 4Kids Network
- Gold Record Music Kft.
- Special Effects Media
- Star Network/HD Marketing
- Post For Rent
- WMM Music Distribution
- Nagyobb kereskedelmi tévék is meg szokták kapni a YouTube teljes CMS-hez való jogosultságot

### YouTube díj
A YouTube-felhasználók díjakat kapnak feliratkozók száma után. Ez a "Play gomb" / "YouTube díj".
- Ezüst YouTube díj – 100.000 feliratkozó megszerzéséért kapják
- Arany YouTube díj – 1.000.000 feliratkozó megszerzéséért kapják
- Diamond YouTube díj – 10.000.000 feliratkozó megszerzéséért kapják
- Custom YouTube díj – 50.000.000 feliratkozó megszerzéséért kapják
- Red Diamond YouTube díj – 100.000.000 feliratkozó megszerzéséért kapják, eddig csak 9 csatorna kapta meg (2023)[forrás?]

## Eddigi CEO-k listája
1. Chad Hurley ( 2005 – 2010 ) [14]
2. Salar Kamangar ( 2010 – 2014 ) [15]
3. Susan Wojcicki ( 2014 – 2023 ) [16]
4. Neal Mohan ( 2023.02.16 – ) [17]

## Jellemzői

### Full HD videók
A Google először egy kis csellel lehetővé tette a videók jobb minőségben való megtekintését (ez nagyobb sávszélességet igényel). Az &fmt=6 sztring URL-hez való hozzáadásával 448 × 336 pixelre nőtt a felbontás a szokványos 320 × 240-ről, míg a &fmt=18 hozzáadásával 480 × 360 felbontású, mp4 formátumú verziót kapott a néző. Egy Mozilla Firefoxhoz készült kiterjesztéssel is növelhető volt a videók felbontása.
A lejátszóablak később 16:9-es képarányúra változott, és a HD minőségre váltás is kényelmesen elérhető innen.

### WEB 2.0 kompatibilitás
A korábbi Adobe Flash technológiát HTML5 alapú lejátszóra cserélte. Az oldal az úgynevezett Web 2.0 forradalom egy zászlóvivője, ennek megfelelően a megjelenő tartalmak döntő többségét a felhasználók szolgáltatják.

### Időzített lejátszás
2008 ősze óta az URL végén meg lehet adni, honnan kezdje lejátszani a videót, a #t=1m49s formában.

### AudioSwap
A YouTube küzd a zenekalózkodás ellen. Ezért ellenőrzi a videó alatt a zenét. Ha kiderül, hogy nem a zenelicencelő által azonosított változata a zenének (kivéve, ha koncertfelvétel), leszedi. Az AudioSwap a YouTube zenekönyvtára azonosított zenékkel, ezek szabadon felhasználhatók a videókban.

### További felhasználói funkciók
- Gyorslista: ha valamelyik videó tetszik, felrakható a gyorslistára.
- Értékelés: itt értékelhető a videó.
- Listák készítése.
- Kifogásolás: ha egy felhasználó talál egy videót, amit kifogásolni kéne, akkor a kifogásoló gombra kattint. Ott beírja, hogy milyen ok miatt lett ez a döntése (pl.: túl sok trágár szó, pornográf tartalom). A kifogásolás után a videó vendégek és kiskorúak számára elérhetetlen lesz.

## Statisztikák

### Jellemző számadatok, tények
- Havonta egymilliárd ember nézi a megosztott videókat.[19]
- Hatmilliárd óra videót nézünk meg a szolgáltatásban havonta.
- Percenként 400 óra – több mint 16 nap – videót töltenek fel világszerte a YouTube-ra.
- Egy hónapban több videót töltenek fel a YouTube-ra, mint amennyi időt a három legnagyobb egyesült államokbeli televíziós csatorna az elmúlt öt évben összesen sugárzott.
- Naponta több millióan iratkoznak fel egy-egy csatornára.[20][21]
- A YouTube-ra feltöltött első videó a Me at the zoo volt (2005. április 24.)
- A YouTube-ra feltöltött első magyar videó az Auuuuu volt (2005. október 22.)

### Nézettségi rekord
A YouTube-on a legnézettebb videó A Baby Shark (Pinkfong), amit már több mint 14,8 milliárd alkalommal tekintettek meg. Ez a videó megelőzte az előbbi csúcstartót, Luis Fonsi Despacito számát, 8 milliárd fölötti nézettséggel. A legtöbb feliratkozóval hosszú ideig PewDiePie rendelkezett, amit 2019-ben,  az indiai származású T-Series csatorna döntött meg, melyet viszont 2024. június 2-án az Egyesült Államokbeli MrBeast jelenlegi nagyjából 289.000.000 feliratkozóval megelőzött. Az eseményt széleskörű ellenállás próbálta megállítani, sikertelenül. A legnézettebb YouTube sorozat a Skibidi Toilet amit DaFuq!?Boom! Source Filmmaker animátor készített, a WC-k és a "kamerafejű" emberek háborújáról szól összesen több, mint 700 millió megtekintéssel.

## A YouTube Music
A YouTube Music a Google másik, szintén a YouTube-hoz tartozó 2015-ben megjelent zenei streaming szolgáltatása, amit a Google Play Music leváltására, illetve a YouTube-on zenét hallgató felhasználók számára fejlesztettek ki. A YouTube Music-ot lehet használni a hagyományos YouTube felületén, illetve elérhető egy külön weboldal, illetve mobilos applikáció Androidot és iOS-t futtató eszközökre. 1590 Ft-os havi előfizetési díj ellenében képes zenéket hirdetés nélkül lejátszani, kikapcsolt képernyő mellett és lehetőség nyílik a számok offline lejátszására is. YouTube Premium előfizetéssel tér nyílik a YouTube Music Premium használatára is, 1790 Ft havi díj ellenében.

## A YouTube Premium
A YouTube Premium lehetővé teszi az összes videó hirdetés nélküli megtekintését, kis ablakban történő megtekintését, kikapcsolt képernyő mellett történő hallgatását, illetve a videók letöltését, majd későbbi, offline megtekintését is. A YouTube Premium 2390 Ft-os havi díjjal vehető igénybe, de a családi csomag is megvásárolható, ami 4790 Ft-ba kerül havonta. A szolgáltatás lehetővé teszi az egy havi ingyenes kipróbálást, és a feliratkozás díjtalanul lemondható. Több információ a tagságról megtudható a YouTube Súgó weboldalán, ahol részletesen leírják a YouTube Music Premium és a YouTube Premium közötti különbségeket. A YouTube Premium megvásárolható a YouTube weboldalán vagy az applikációban.